# Inteligencja

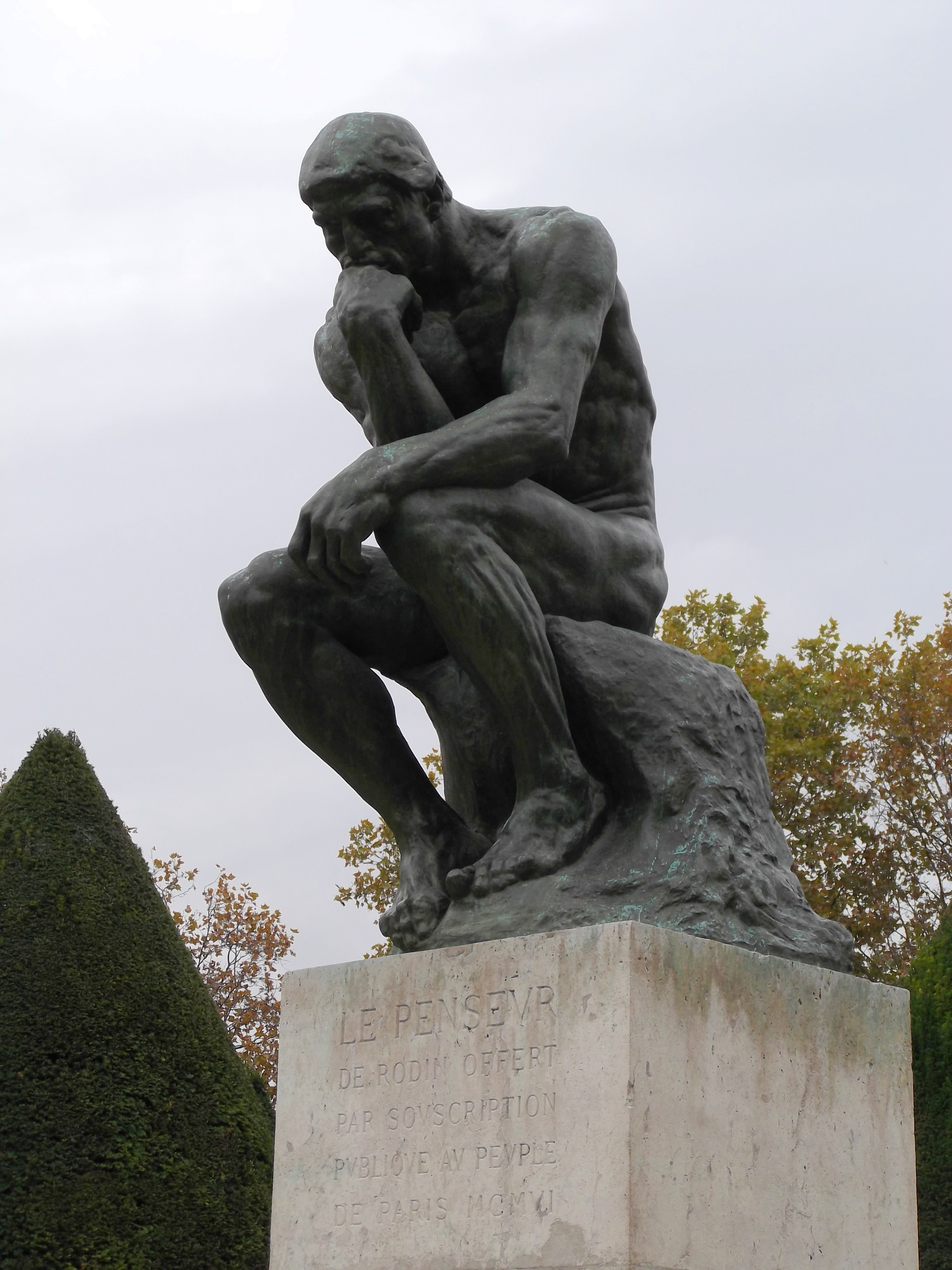
Myśliciel – rzeźba z brązu i marmuru wykonana w 1880 przez Auguste’a Rodina

Inteligencja (od łac. intelligentia – zdolność pojmowania, rozum) – zdolność do postrzegania, analizy i adaptacji do zmian otoczenia. Zdolność rozumienia, uczenia się oraz wykorzystywania posiadanej wiedzy i umiejętności w różnych sytuacjach. Cecha umysłu warunkująca sprawność czynności poznawczych, takich jak myślenie, reagowanie, rozwiązywanie problemów.   
W 1983 Howard Gardner przedstawił teorię Inteligencji wielorakiej; rodzaje inteligencji według Howarda Gardnera:
1. Inteligencja językowa – umiejętność czytania, pisania i porozumiewania się za pomocą słów, doskonale rozwinięta u pisarzy, poetów i mówców.
2. Inteligencja logiczna lub matematyczna – umiejętność rozumowania oraz liczenia. Najlepiej jest rozwinięta u ekonomistów, naukowców, inżynierów, prawników i księgowych.
3. Inteligencja wizualno-przestrzenna – umiejętność malowania, rysowania, robienia artystycznych fotografii, rzeźbienia lub wyobrażania sobie trójwymiarowych kształtów; doskonale rozwinięta u nawigatorów i artystów.
4. Inteligencja muzyczna – umiejętność układania piosenek, śpiewania, gry na instrumencie, pisania wierszy, a także stosowania rymu i rytmu. Szczególnie rozwinięta u kompozytorów, dyrygentów, muzyków.
5. Inteligencja interpersonalna (społeczna) – umiejętność nawiązywania kontaktów; rozwinięta u sprzedawców, nauczycieli i przywódców.
6. Inteligencja intrapersonalna (refleksyjna) – umiejętność skupienia uwagi na swoich uczuciach, umiejętność wyciągania wniosków z przeżytych doświadczeń i umiejętność planowania. Ten rodzaj zdolności wiąże się u niektórych ludzi z wielką intuicją.
7. Inteligencja ruchowa – zdolności manualne oraz umiejętności sportowe; dobrze wykształcone u gimnastyków, tancerzy, rzemieślników i sportowców, a także chirurgów.
8. Inteligencja przyrodnicza – umiejętność rozumienia praw natury i postępowania zgodnie z nimi; dobrze rozwinięta u biologów, rolników i osób działających na rzecz ochrony przyrody.

Jedynie dwa pierwsze rodzaje inteligencji są uznawane przez klasyczne modele edukacyjne.